# Encephalartos aplanatus
Encephalartos aplanatus är en kärlväxtart som beskrevs av Pieter Johannes Vorster. Encephalartos aplanatus ingår i släktet Encephalartos och familjen Zamiaceae. IUCN kategoriserar arten globalt som sårbar. Inga underarter finns listade i Catalogue of Life.